# 瑪利亞平托
瑪利亞平托（西班牙語：María Pinto），是智利的城鎮，位於該國中部聖地亞哥首都大區的梅利皮亞省，面積395.0平方公里，2002年人口10,343人，人口密度每平方公里26人。

33°31′S 71°7′W / 33.517°S 71.117°W